# Chronologie des faits économiques et sociaux dans les années 1720
Chronologie de l'économie
Années 1710 - Années 1720 - Années 1730

## Événements
- 1720 : 
  - création du Co-hong à Canton[1]. Les diverses compagnies européennes (surtout la britannique) entament des échanges directs avec la Chine, par l’intermédiaire des comptoirs de Canton. Le trafic est de six navires de 500 tonneaux par an jusqu’en 1730, puis augmente significativement[2].
  - 25 tonnes d’or du Brésil arrivent à Lisbonne[3].
  - création de la Compagnie de commerce de Middelbourg aux Pays-Bas (Middelburgsche Commercie Compagnie). Elle commerce entre l'Europe et les Indes occidentales[4].
  - Saint-Domingue produit 10 000 tonnes de sucre par an. Il y a environ 47 000 esclaves (3 400 en 1686)[5].
- Vers 1720 : des marins originaires du port de Makassar se fournissent en trépang, ou bêche-de-mer, sur la côte nord de l’Australie, en Terre d'Arnhem et sur la côte du Kimberley, pour alimenter le marché chinois[6].
- 1720 ou 1723 : introduction de la culture du café à la Martinique par Gabriel de Clieu[7].
- 1723 et 1732 : mauvaises récoltes et famines au Japon. Le riz n’arrive pas à maturité. La population paysanne stagne jusqu'en 1860. Les finances du bakufu s’effondrent[8].
- 1727 : le café est introduit au Brésil par la Guyane[9].
- 1729 : interdiction du commerce de l’opium en Chine[10].

### Europe

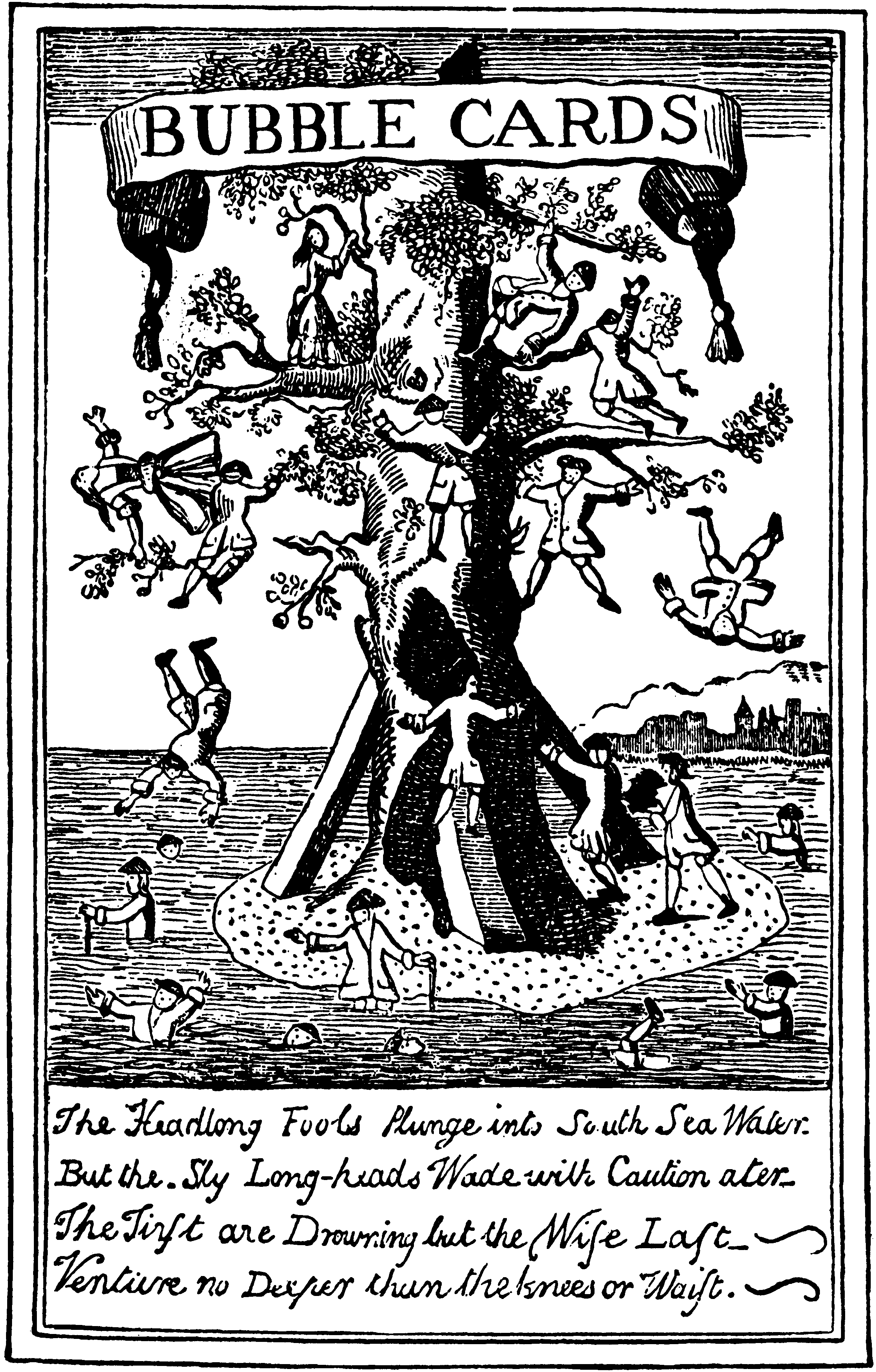
South Sea Bubble

- 1720 : Krach de 1720 au Royaume-Uni (South Sea Bubble)[11].
- Vers 1720 : la Suède produit le tiers du fer européen. Il représente 75 % des exportations du pays en valeur[12].
- Après 1720 : déclin commercial et maritime des Provinces-Unies[13].
- 1720-1730 : la hausse des prix des céréales encourage la production pour l’exportation au Danemark[14].
- 1721 : 
  - exemption fiscale de trois ans donnée aux colons du Banat de Temesvar[15].
  - la flotte de guerre britannique dispose de 124 vaisseaux de ligne et de 104 navires d’appoint[16].
- 1721-1735 : douceur exceptionnelle des hivers suédois, qui favorise les récoltes de grain, les pâturages, l’emploi des hommes, la santé publique et l’allongement de la vie. Grâce à une forte natalité et une mortalité relativement faible (22 ‰), la population augmente[17].
- 1722 :
  - fondation de la compagnie d'Ostende. Elle envoie 21 navires aux Indes de 1723 à 1731[18]. En 1727, lors des préliminaires de Paris, sous la pression de la Grande-Bretagne, l’Autriche accepte de geler pour sept ans ses activités[19].
  - fondation d'une manufacture de drap pour l'armée à Malacky en Haute-Hongrie, sur l'initiative du comte Pálffy[20],[21]. Le comte Károlyi, associé aux comtes Esterházy et au palatin János Pálffy, créent une   compagnie hongroise pour exporter le bétail et établir des manufactures ; Plusieurs d'entre elles font faillite dans les années 1750[20].
- 1723 :  
  - adoption de la loi Workhouse Test Act pour étendre et standardiser l'utilisation des asiles de pauvres (workhouses) contre le vagabondage en Angleterre. La loi permet aux autorités de refuser l'assistance aux pauvres qui ne veulent pas entrer dans les workhouses[22]. Six cent workhouses paroissiales sont construites en Angleterre et au Pays de Galles entre 1723 et 1750[23].
  - la fièvre jaune est signalée à Lisbonne, pour la première fois en Europe[24].
  - rétablissement des douanes intérieures dans les provinces basques espagnoles (décret du 26 décembre 1722[25].
- 1723-1726 : premier Schwabenzug (de). Début de la colonisation du Banat évacué par les Ottomans, sur l’initiative du gouvernement du maréchal de Mercy qui recrute via Ulm de dix à vingt mille colons d'Allemagne du Sud (Souabes) qui introduisent la culture du riz et de la soie[26].
- 1724-1740 : le général George Wade, commandant en chef de l'armée britannique en Écosse, fait construire aux frais des contribuables 400 km de routes dans les Highlands afin de mieux tenir le pays[27].
- 1724 : Produktplakatet (sv), placard protégeant le commerce national en Suède, inspiré des Actes de navigation britanniques[28].
- 1726-1728 : stabilisation de la monnaie en Espagne[29].
- 1726-1730 : une épizootie de peste bovine décime le bétail en Russie, en Livonie et en Courlande (1726-1727), en Brandebourg et en Autriche (1728-1729), en Saxe, en Prusse (Francfort-sur-l'Oder) jusqu’en Istrie, dans le Frioul et les États de Venise (1730)[30].
- 1727 : Frédéric-Guillaume Ier de Prusse crée deux chaires de « sciences camérales » à Halle et à Francfort[31]. (le caméralisme est une variante germanique du mercantilisme sécrété principalement par les membres des Chambres des comptes).

#### Russie
- 1721 : oukase sur la vente de 800 000 paysans libres, cédés sans terre aux propriétaires d'usines et de fabriques[32].
- 1722 : exploitation du premier gisement de houille près de Voronej[33].
- 1723 : règlement du Collège des manufactures (3 décembre 1723[34]. Les fabriques créées par l’État perdent leur monopole et certaines sont affermées à des personnes privées à des conditions de reprise et d'exploitation avantageuses[33].
- 1724 : 
  - la Russie institue un tarif douanier protectionniste pour accélérer le développement industriel. Il y a alors 233 manufactures[35].
  - augmentation du trafic commercial du port de Saint-Pétersbourg (16 vaisseaux étrangers en 1714, 53 en 1715, 119 en 1722, 180 en 1724)[33].
- 1725 : 
  - à la mort de Pierre le Grand, l’armée de terre compte 210 000 soldats réguliers, 110 000 réservistes (cosaques, étrangers, etc.) et la marine dispose de 24 000 marins[36] montés sur une cinquantaine de vaisseaux sur la Baltique, la mer Blanche et la Mer d'Azov.
  - les revenus de l’État passent de 3 134 000 roubles en 1710 à 10 186 707 roubles en 1725[35]. Ils chutent de 10 à 8 millions de roubles de 1725 à 1727[33].
  - extraction de cuivre et de fer dans l’Oural. La production russe de fonte égale la production britannique[33]. 10 000 ouvriers ont une activité industrielle (20 000 en 1745).
- 1725-1732 : construction d’un canal reliant la Neva à la Volga[33].
- 1729 : législation sur les lettres de change. Baisse des taxes sur certains produits, comme le chanvre. Liberté d’exploitation des mines situées au-delà de Tobolsk[33].

#### France
- 1718-1738 : attiédissement du climat. Vendanges abondantes et bonne récoltes céréalières[37].
- 1720 : effondrement du Système de Law[38].
- 1720-1724 : construction du canal du Loing[39].
- 1720-1743 : chute de la valeur vénale des offices ; une charge de conseiller au Parlement de Paris coûte environ 100 000 livres en 1720 et 45 000 livres en 1743. Le nombre des officiers plafonne à 50 000 jusqu’à 1771[40],[41].
- 1723, 1724 et 1725 : succession de trois mauvaises récoltes qui engendre une grave crise de subsistance, dont les effets se font surtout sentir au nord du royaume[42].
- 1724-1725 : déflation de la livre tournois, inspirée par Joseph Paris Duverney. Le louis d'or tombe de 24 à 14 livres et l'écu de 6 à 4 entre février 1724 et décembre 1725. La circulation monétaire se rétracte, sans faire baisser les prix[43].
- 1726-1758 : la livre tournois tombe à la valeur de 4,27 grammes d’argent fin[44].
- 1725 : institution de l’impôt du cinquantième des revenus fonciers par Dodun, y compris ceux des nobles, prélevés en nature. Le maréchal de Villars s'y oppose et l’impôt échoue[43].
- 1725-1745 : les produits du commerce de la France avec la Chine passent de 1 à 13 millions de livres grâce aux importations de porcelaines[45]. Le nombre d’ouvriers employés par la Compagnie française des Indes orientales triple entre 1725 et 1745.
- 1726-1728 : années chaudes. Vendanges précoces au 15, 17 et 19 septembre respectivement[46].
- 1726-1743 : amélioration du sort des classes moyenne et moyenne inférieure pendant le gouvernement de Fleury. Des millions de personnes s’extraient de la misère, dans laquelle se débat encore vraisemblablement une dizaine de millions d’individus dans le royaume[41].

Le prix constaté du blé évolue en très légère hausse au cours de la décennie en France, et il baisse même, si l'on prend en compte l'évolution parallèle du salaire horaire, selon l'économiste Jean Fourastié, qui a démontré l'importance de l'Histoire de la culture des céréales sur celle de l'économie, également pour cette décennie de déficit global en céréales:
| Années                                     | 1720 | 1721 | 1722 | 1723 | 1724 | 1725 | 1726 | 1727 | 1728 | 1729 |
| Prix observé du quintal de blé (en livres) | 10,5 | 8,4  | 9,2  | 11,2 | 18,7 | 19,9 | 15,5 | 12,2 | 11,9 | 12   |
| Prix réel (ajusté du salaire horaire)      | 175  | 120  | 131  | 161  | 267  | 284  | 200  | 163  | 159  | 160  |

## Démographie
- Vers 1720-1730 : 17 millions d’habitants en Allemagne[48].
- 1720 : 
  - de 22,6 à 23,2 millions d’habitants en France dans les frontières actuelles[49].
  - 474 000 colons d'origine britannique en Amérique du Nord. La colonie de New York compte 7 000 habitants. 30 000 habitants d’origine française au Canada[50].
  - 40 000 habitants à Saint-Domingue (6000 en 1680)[51].
- 1721 : 
  - 12,5 millions d’habitants en Ukraine (21 millions en 1796). La production céréalière augmente.
  - recensement au Japon, qui compte 26 millions de personnes non nobles, soit environ entre 30 et 31 millions d'habitants. La population stagne (1720-1860)[8].
- 1725 : 
  - 2 millions d’habitants en Autriche (90 % de germanophones).
  - 4 millions d’habitants en Bohême (majorité tchèque).
  - 15,6 millions d’habitants en Russie dont 90% de paysans[35].
- Vers 1725 : 84 % des Français vivent dans des villes de moins de 2 000 habitants.
- 1725-1815 : la population anglaise double, de cinq à dix millions de personnes[52].